# Walker (Michigan)

Walker in Kent County

Walker ist eine Stadt im Kent County im US-Bundesstaat Michigan mit 25.132 Einwohnern (Stand: Volkszählung 2020). Vor der Stadtgründung im Jahr 1962 war das Gebiet als Walker Township bekannt, das 1837 als das zweite in Kent County gegründet wurde, und ursprünglich alles Land von Kent County nördlich des Grand Rivers umfasste.

## Geographie
Nach den Angaben des United States Census Bureau ist das Stadtgebiet 65,9 km² groß. Das Stadtgebiet wird von mehreren größeren Highways gequert. Dies sind die Michigan Highways 11, 37 und 45, die Interstate 96 sowie der U.S. Highway 131.

## Bevölkerung
Bei der Volkszählung 2000 lebten 21.842 Menschen in der Stadt.  94,51 % davon waren Weiße, der Rest verteilte sich auf mehrere Volksgruppen. Das Pro-Kopf-Einkommen betrug 21.198 US-Dollar, etwa 6 % der Bevölkerung lebte unterhalb der Armutsgrenze.

## Geschichte
Samuel und Lydia White kamen Anfang 1837 aus Kanada als erste Siedler in das Gebiet von Walker. Am 30. Dezember desselben Jahres wurde Walker Township durch einen Erlass des Staates Michigan gegründet. Im Laufe der nächsten 120 Jahre wurde das ursprünglich alles Land von Kent County nördlich des Grand Rivers umfassende Township durch Flächenverluste an die umgebenden Counties immer kleiner, so dass die Bürger Anfang der 1960er für die Gründung einer Stadt stimmten. Walker wurde am 8. November 1962 als Stadt gegründet.

## Verwaltung
Die Stadt Walker wird durch eine Stadtvertretung geleitet, die aus sieben gewählten Vertretern sowie einem angestellten Stadtmanager besteht. Der gewählte Bürgermeister besitzt nur eine repräsentative Funktion und ist Vorsitzender der Stadtversammlungen. Der amtierende Bürgermeister ist Robert VerHeulen (Stand 2009), ein Rechtsanwalt der Firma Meijer.

## Wirtschaft
In Walker befindet sich die Radiostation WZZM 13, die lokale Zeitung ist die Grand Rapids Press, deren Druck- und Verteilungszentrum sich in Walker befindet. Das Einzelhandelsunternehmen Meijer hat seinen Hauptsitz in Walker, ebenso Bissell Homecare, Inc., ursprünglich eine Reinigungsfirma für Teppiche und heute ein Hersteller von Reinigungsgeräten und -mitteln.

## Städtepartnerschaften
- Colac, Australien